# Капитель
Капите́ль (от лат. capitellum, ит. capitello — головка) — венчающая часть колонны или пилястры. Верхняя часть капители выступает за пределы колонны, обеспечивая пластический (зрительный) и конструктивный переход к горизонтально расположенному антаблементу.

## Древность и Средневековье
Используется во многих архитектурных стилях, начиная с Древнего Египта и античности. Капители египетских колонн обычно украшали стилизованными цветками или бутонами папируса. Известны лотосовидные капители и колонны с капителями в форме стилизованных листьев пальмы. Гаторическая капитель — капитель с кубической абакой, декорированной с четырёх сторон рельефными ликами древнеегипетской богини Хатор (Гатор). Появление такой капители отмечено в период XVIII династии Нового Царства (XVI—XV в. до н. э.).
В персидской архитектуре эпохи Ахеменидов, начиная с VI века до н. э., были широко распространены т. н. «бычьи капители» в виде протом (передних частей тела) двух быков, соединённых спинами и смотрящих в разные стороны. Сами фигуры выполняли из камня, а для отделки использовали цветную глазурь, а также металл — рога делали из бронзы, на некоторых капителях сохранились следы позолоты. Помимо быков встречаются капители в виде львов и коней. Своеобразные капители существовали в искусстве древнего Китая, Индии, Сирии, Армении. Эолийская капитель, названная по местности Эолида, заселённой греками в Малой Азии, представляет собой навершие колонны с двумя расходящимися завитками. Ближайшие прототипы — сирийская и финикийская капители. Происхождение такой формы объясняют подражанием цветку. По иной, технологической версии — расщеплённому стволу дерева. Это объясняют тем, что древние крепости-изгороди строили частоколом, закапывая древесные стволы вершиной в землю и комлем вверх. На расщеплённое корневище удобно укладывать горизонтальные балки перекрытия. Эолийскую и финикийскую капители считают прототипом ионической.
Капители использовали в эпоху Средневековья, как в византийской, так и в западноевропейской архитектурной традиции. Византийцы на основе ближневосточных образцов выработали особую разновидность — кубоватую капитель, имеющую трапециевидную форму (усечённой пирамиды вершиной вниз) и сплошь покрытую углублённым гравированным рельефом (нем. Würfelkapitel). Её модификация — импостная капитель. Импост — дополнительный переходный элемент, плита, помещаемая между пятой арки и капителью. Импосты использовали, в частности, для уравнивания разнородных колонн по высоте в одной аркаде. Ещё одна разновидность кубоватой средневековой романской капители представляет собой форму шара как бы урезанного плоскостями со всех четырёх сторон. Такие формы получили большое распространение, поскольку они хорошо сочетались как с круглыми колоннами, так и с крещатыми столбами. В рельефах средневековых капителей мастера использовали изображения не только библейских персонажей и священных сюжетов, но также апокрифические сцены и образы народной фантазии. Наиболее известны капители собора Св. Петра в Женеве (XII в.), капители церкви Св. Магдалины в Везле́ (около 1130 г.), капители Дворца дожей в Венеции (XIV в.).

## Капители классических античных ордеров
Римские вариации дорического ордера — тосканский и римско-дорический ордер. Тосканский отличается от греко-дорического более лёгкими пропорциями, а в римско-дорическом, в отличие от греческого, присутствуют пояски между фустом колонны и эхином капители — аннули.
- Египетские капители храма в Луксоре
- Капители в виде быков в Персеполе. Эпоха Ахеменидов
- Античная капитель (Археологический музей Филлипи, Северная Греция)
- Капитель византийского типа с импостом. Церковь Сан-Витале, Равенна. VI век
- Капитель, изображающая ангела. Аббатство Сен-Жермен-де-Пре. XII век

## Капитель в современном строительстве
В современной архитектуре капителью также называется деталь монолитного, сборного либо сборно-монолитного каркаса, опирающаяся на тело колонны и предназначенная для восприятия приопорных моментов от вышележащего перекрытия и снижения риска его разрушения в результате продавливания.